# John Slinger
John Anthony Slinger (né en janvier 1975) est un homme politique travailliste britannique qui est député de Rugby depuis 2024.

## Biographie
Slinger est né à Manchester et grandi dans le Gloucestershire. Il rejoint le Parti travailliste en 1992 à l'âge de 17 ans. Il étudie à l'Université de Durham et est auparavant associé de la société de communication stratégique Consulum, fondée par d'anciens employés du cabinet de lobbying Bell Pottinger,,.
Slinger s'installe à Rugby en 2006 et devient gouverneur de l'école primaire de Northlands et administrateur de Warwickshire Young Carers. Il est ensuite conseiller au conseil municipal de Rugby, représentant le quartier de New Bilton. Il est investi comme candidat du Parti travailliste pour Rugby en 2023.
Slinger est élu aux élections de 2024, remportant le siège face aux conservateurs, avec une majorité de 4 428 voix. Il est le premier député travailliste à représenter Rugby depuis Andy King, entre 1997 et 2005.